# ان‌جی‌سی ۵۴۹۰
ان‌جی‌سی ۵۴۹۰ (انگلیسی: NGC 5490) نام یک کهکشان در صورت فلکی گاوران است.